# Агамогланов, Фарид Азах оглы
Фарид Азах оглы Агамогланов (азерб. Fərid Azax oğlu Ağamoğlanov; род. 27 июля 1994) — азербайджанский боксёр и кикбоксёр, выступающий в весовой категории до 63,5 кг фулл-контакта, победитель III Европейских игр и V Игр исламской солидарности, бронзовый призёр чемпионата Европы 2022 года. Сержант юстиции.

## Биография
Фарид Азах оглы Агамогланов родился 27 июля 1994 года.
В сентябре 2010 года в Белграде стал бронзовым призёром чемпионата мира среди юниоров в весовой категории до 51 кг (фулл-контакт). В апреле 2019 года, представляя клуб «Габала», стал бронзовым призёром международного турнира по боксу «Великий шёлковый путь» в Баку.
Осенью 2020 года принимал участие во Второй карабахской войне, трижды был награждён медалями, в том числе медалью «За освобождение Джебраила» и медалью «За освобождение Ходжавенда».
В августе 2022 года завоевал золотую медаль V Игр исламской солидарности в турецкой Конье. В ноябре этого же года выиграл бронзу чемпионата Европы в Анталье, завоевав тем самым лицензию на III Европейские игры.
В июне 2023 года принял участие на III Европейских играх в Кракове, на которых в четвертьфинале весовой категории до 63,5 кг одержал победу над спортсменом из Словакии Филипом Бараком, выйдя в полуфинал. Здесь он одолел представителя Норвегии чемпиона мира Америко Барриоса, а в финале — итальянца чемпиона мира 2021 года Дамиано Трамонтану, став победителем Европейских игр.